# DIAMOND (MICAのアルバム)
『DIAMOND』（ダイヤモンド）は、2013年11月1日に発売されたMICA_(歌手)5枚目の自主制作スタジオ・アルバムである。

## 概要
総合プロデュースに沢井原兒を迎えて制作された。MICA初のベストアルバム。これまでアルバムに収録されていなかった楽曲（再レコーディング含む）と新曲とで構成されている。
- プロデュース：MICA、沢井原兒（1～6、10）、清水俊也（7、8）、城戸愼哉（9）
- 編曲：清水俊也、岡本洋、木村篤史、下畑 薫

## 曲目
全作詞・作曲：MICA（特記以外）
- 忘れられない＜リメイク＞
  - 編曲：岡本洋
- ありがとう
  - 編曲：木村篤史
- ダイヤモンド～希望の花～＜KKT「輝き　Share」キャンペーンソング＞
  - 編曲：木村篤史
- 今だから言えること＜リメイク＞
  - 編曲：岡本洋
- 叶う
  - 編曲：木村篤史
- タカラモノ＜リメイク＞
  - 作詞：SAYAKA　編曲：MICA
- 出逢えたキセキ＜「マリエールオークパイン那覇」TVCMソング＞
  - 編曲：清水俊也
- 同じ空の下で＜熊本市ごみ減量推進CMソング＞
- 虹の花(映画「女たちの都～ワッゲンオッゲン～」エンディングソング)
  - 編曲：下畑薫
- 二人の道～アンサーソング～＜「エルセルモ　TV番組～ふたりのラブソング～」TVCMソング＞
  - 編曲：MICA